# Odontosyllis gravieri
Odontosyllis gravieri är en ringmaskart som beskrevs av Fauvel 1951. Odontosyllis gravieri ingår i släktet Odontosyllis och familjen Syllidae. Utöver nominatformen finns också underarten O. g. autolytoides.